# Adela Clemente
Adela Clemente, con nombre de nacimiento Adela Clemente i Ferran, (Barcelona, 1861 - Barcelona, 11 de enero de  1910), fue una actriz de teatro española del último tercio del siglo XIX y principios del siglo XX. Su hermana Pilar Clemente y su marido Modest Santolària también fueron actores.

## Trayectoria profesional
- 1884, 24 de noviembre. En el papel de Clara en la obra Sis rals diaris de Eduard Aulés. Estrenada en el teatro Teatre Novedades de Barcelona.
- 1885, 24 de febrero. En el papel de Leonor en la obra Lletra menuda de Eduard Aulés. Estrenada en el teatro Eldorado de Barcelona.
- 1892, 19 de enero. En el papel de Genoveva en la obra Ateus i creients, original de Ramon Bordas. Estrenada al Teatro Romea de Barcelona.
- 1892, 14 de marzo. En el papel de Consuelo de la obra Governador 4 bis de Josep Maria Pous. Estrenada en el teatro Romea de Barcelona.
- 1892, 21 de abril. El papel de Adel, gat de mar (18 anys) de la obra Barba-roja de Frederic Soler. Estrenada en el teatro Romea de Barcelona.
- 1893, 18 de diciembre. En el papel de La Madama Maria de la obra Les claus de Girona de Frederic Soler. Estrenada en el teatro Romea de Barcelona.
- 1895, 12 de marzo. En el papel de Ernesta de la obra La suripanta de Antoni Ferrer i Codina. Estrenada en el teatro Romea de Barcelona.
- 1895, 2 de abril. En el papel de Adela, 20 anys de la obra Ditxós ball de màscares! de Francesc Figueras i Ribot. Estrenada al teatro Romea de Barcelona.
- 1895, 16 de abril. En el papel de Laura, 23 anys de la obra L'herència de l'oncle Pau. Estrenada en el teatro Romea de Barcelona.
- 1895, 27 de septiembre. En el papel de Catalunya de la obra Al cim de la glòria de Antoni Careta i Vidal. Estrenada en el teatro Romea de Barcelona.
- 1895, 4 de diciembre. En el papel de Paulina  de la obra Toreros d'hivern de Antoni Ferrer i Codina. Estrenada en el teatro Romea.
- 1896, 28 de enero. En el papel de Emília  de la obra Entrar per la finestra de Pere Reig i Fiol. Estrenada en el teatro Romea de Barcelona.
- 1897, 18 de enero. En el papel de Naleu de la obra El comte d'Empúries de Ramon Bordas. Estrenada en el teatro Romea.
- 1898, 29 de enero. En el papel de Tona de la obra El senyor secretari de Teodor Baró. Estrenada en el teatre Principal de Barcelona.
- 1899, 31 de enero. En el papel de Donya Salvadora de la obra La farsa de Àngel Guimerà. Estrenada en el teatro Romea de Barcelona.
- 1899, 3 de marzo. En el papel de Maria (26 anys) de la obra Foc follet  de Ignasi Iglésias. Estrenada en el teatro Romea de Barcelona.
- 1899, 6 de octubre. En el papel de Clara de la obra Que no s'enteri el marit de Joan Baptista Enseñat i Lluís Millà. Estrenada en el teatro Romea de Barcelona.
- 1900, 9 de enero. Em el papel de Brunilda (20 anys) a l'obra El Comte l'Arnau de Frederic Soler. Estrenada en el teatro Romea de Barcelona.
- 1900, 19 de enero. En el papel de Joana, germana de la Pepa, 20 anys) de la obra Perdiu per garsa de Albert de Sicília Llanas. Estrenada en el teatro Romea de Barcelona.
- 1900, 12 de febrero. En el papel de Cinteta de la obra La planxadora de Jacint Capella. Estrenada en el teatro Romea de Barcelona.
- 1900, 4 de abril. En el papel de Mariona de la obra La filla del mar de Àngel Guimerà. Estrenada en el teatro Romea de Barcelona.[2]
- 1902, 11 de marzo. En el papel de Antònia de la obra La pecadora  de Àngel Guimerà. Estrenada en el teatro Romea de Barcelona.
- 1902, 18 de noviembre. En el papel de Marcel·lina de la obra Aigua que corre de Àngel Guimerà. Estrenada en el teatro Romea de Barcelona.
- 1905, 3 de mayo. El papel de Aurora (34 años) de la obra Els dos crepuscles de Francesc Xavier Godó. Estrenada en el teatro Romea de Barcelona.
- 1905, 25 de noviembre. En el papel de Tresona de la obra Les garses de Ignasi Iglésias. Estrenada en el teatro Romea de Barcelona.
- 1906, 14 de febrero. En el papel de Donya Túlia de la obra La bona gent de Santiago Rusiñol. Estrenada en el teatro Romea de Barcelona.
- 1906, 27 de marzo. En el papel de Beneta de la obra L'Eloi d'Àngel Guimerà. Estrenada en el teatro Romea de Barcelona.
- 1906, 2 de octubre. En el papel de Paula de la obra Arrels mortes de Joan Puig i Ferreter. Estrenada en el teatro Romea de Barcelona.
- 1907, 20 de febrero. En el papel de Rosa de la obra La mare de Santiago Rusiñol. Estrenada en el teatro Romea de Barcelona.
- 1908, 22 de marzo. En el papel de Juliana de la obra Aigües encantades de Joan Puig i Ferreter. Estrenada en el teatro Romea de Barcelona.
- 1909, 27 de febrero. En el papel de Glòria González de la obra El testament de la tia, original de Paul Gavault i R. Charvray. Estrenada en el teatro Romea de Barcelona.